# に
に、ニは、日本語の音節のひとつであり、仮名のひとつである。

## 概要

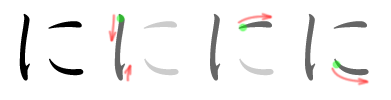
「に」の筆順

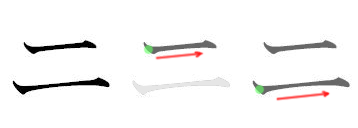
「ニ」の筆順

- 現代標準語の音韻: な行の他の字の子音、歯茎に舌をつけて発音する鼻音[n]が母音[i]に引かれて口蓋化し、硬口蓋に舌が近づいて発音される。国際音声記号では[nʲ]と記述できるが、硬口蓋に舌をくっつけて発音される硬口蓋鼻音[ɲ]で表されることもある。ただし、依然として歯茎に舌が密着しており、調音位置は硬口蓋ではなく歯茎であるので、その場合、国際音声記号と同じ使い方ではない。

- 五十音順: 第22位のかな
- いろは順: 第4位。「は」の次。「ほ」の前。
- 平仮名「に」の字形: 「仁」の草体
- 片仮名「ニ」の字形: 「二」の変化
- ローマ字: ni
- 点字:
- 通話表: 「日本のニ」
- モールス信号: －・－・
- 手旗信号：6

- 発音: に[ヘルプ/ファイル]

## に に関わる諸事項
- 片仮名の「ニ」は元となった漢数字の「二」と全くの同形である。
- や行の文字を後続させて、開拗音を構成する。このとき、後続するや行の文字は一般に小さく書く。
- 「に」の調音点は、拗音の「にゃ、にゅ、にょ」とほぼ同じであり、発音面では「にゃ行に属する」と言える。「にゃ、に、にゅ、にぇ、にょ」は国際音声記号では、[nʲjä], [nʲi̞], [nʲjɯ̹˕], [nʲje̞], [nʲjo̜]と表せる。
- な行の中で唯一調音点が異なっている。「な、ぬ、ね、の」と同じ調音点で発音すると[ni]となり、あえて日本語の文字システムで表すと「ヌィ」とでもなろうが、このような発音は極めて困難なのでほとんど用いられない。
- 音楽の音名で、「レ」の音 (D) を表す。→ニ (音名)
- 日本式の天気記号では「ニワカ（俄）」の略として、にわか雨、にわか雪に用いられる。
- 漢字の部首「二部」の部首名は、「二」の呉音から単に「に」と呼ばれる。